# La Chasse du prince Arthur
La Chasse du prince Arthur est une étude symphonique composée par Guy Ropartz en 1912.

## Genèse
Guy Ropartz compose La Chasse du prince Arthur en 1912, inspiré par un poème d'Auguste Brizeux. Il la considère comme une étude symphonique. L'orchestration est achevée le 19 août. La partition est éditée l'année suivante par les Éditions Durand.

## Présentation
L'œuvre est en un seul mouvement. L'instrumentation requiert :
| Instrumentation de La Chasse du prince Arthur                               |
| Bois                                                                        |
| 1 petite flûte, 3 flûtes, 2 hautbois, cor anglais, 3 clarinettes, 3 bassons |
| Cuivres                                                                     |
| 4 cors en Fa, 3 trompettes en Ut, 3 trombones, 1 tuba                       |
| Percussions                                                                 |
| Timbales chromatiques, cymbales                                             |
| Instruments à cordes pincées                                                |
| Harpe                                                                       |
| Cordes                                                                      |
| Premiers violons, seconds violons, altos, violoncelles, contrebasses        |

## Analyse
Le poème symphonique s'ouvre et se conclut sur des mesures à sept temps (Lent, à 
,  = 54), « subtilement évocatrice du décor : le thème anguleux et descendant des basses semble plonger dans l'abîme du temps pour en ramener des images qui prennent corps peu à peu » :

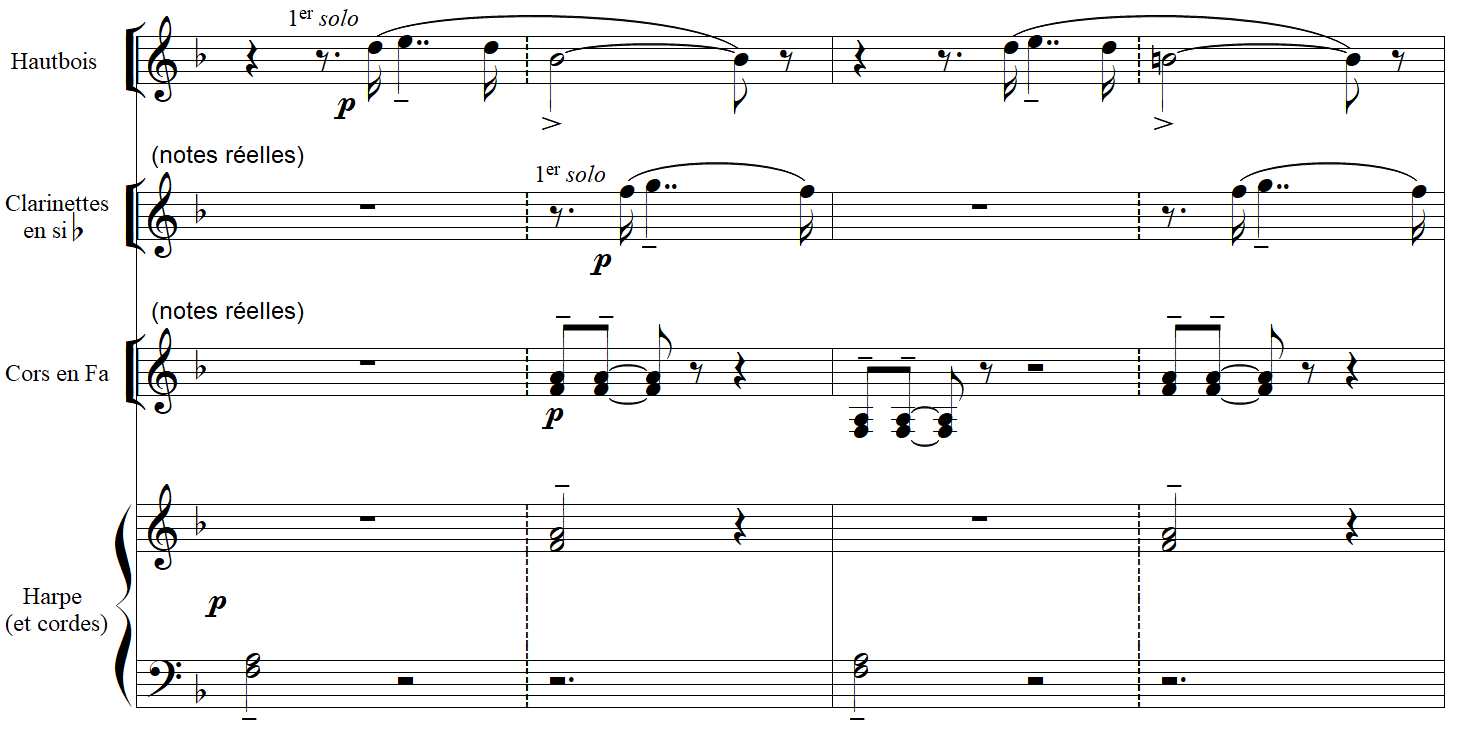
La Chasse du prince Arthur, deux mesures à sept temps.

Ainsi, « de l'éparpillement de la texture orchestrale naît une impression de brume conforme aux intentions du poète. La chasse proprement dite s'ouvre sur une fanfare (Animé, à 
,  = 126), avec son élan irrésistible et son rythme martial » aux cors, puis aux trompettes et aux trombones :

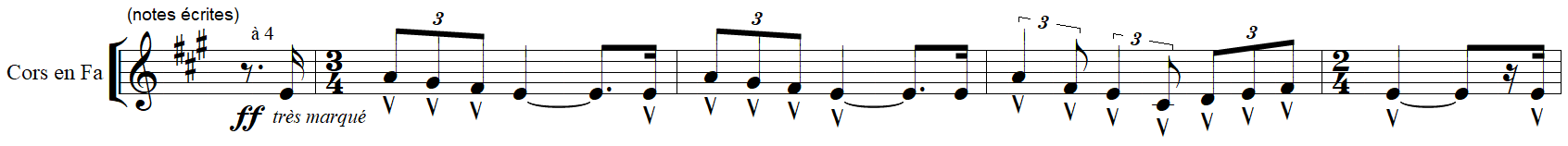
La Chasse du prince Arthur, appel des cors.

## Postérité
En 1944, Gustave Samazeuilh compte La Chasse du prince Arthur parmi les œuvres de Ropartz où « vous trouverez ce parfum poétique de terroir, qui conservent à travers les années toute leur fraîcheur et leur attrait. Personne, mieux que Guy Ropartz, n'a senti et traduit la poésie du pays de Bretagne ».
En 1977, Antoine Goléa estime la musique de Ropartz plus que celle de Sibelius, son cadet d'un an : « Si Sibelius était finlandais, Ropartz était breton et a largement utilisé le folklore de sa petite patrie dans ses cinq symphonies et dans ses poèmes symphoniques chantant tous la Bretagne ; mais combien plus de personnalité ne recèle sa musique, même si elle est restée, elle aussi, à l'écart des courants nouveaux ! »
Le musicologue Michel Fleury considère La Chasse du prince Arthur « admirable ».

### Ouvrages généraux
- René Dumesnil, La musique contemporaine en France, t. I, Paris, Armand Colin, 1930, 218 p.
- Antoine Goléa, La Musique, de la nuit des temps aux aurores nouvelles, vol. II, Paris, Alphonse Leduc et Cie, 1977, 954 p. (ISBN 2-85689-001-6), « Similitudes et contrastes autour de Debussy en France et en Europe », p. 513–530.
- Gustave Samazeuilh, Musiciens de mon temps : Chroniques et souvenirs, Paris, M[arcel] Daubin, [1947], 430 p., in-16 (BNF 43254580), « Le 80e anniversaire de J. Guy-Ropartz (15 Juin 1944) », p. 158-160.

### Monographies
- Mathieu Ferey et Benoît Menut, Joseph-Guy Ropartz : Le pays inaccessible, Genève, Éditions Papillon, coll. « Mélophiles » (no 18), 2005, 167 p. (ISBN 978-2940310258 et 2-940310-25-4).